# Naturdenkmal Felsklippen am Kitzhof
Das Naturdenkmal Felsklippen am Kitzhof (auch Felsenklippe am Felshof) mit einer Größe von 0,1 ha liegt nordwestlich von Hachen im Stadtgebiet von Sundern (Sauerland). Das Gebiet wurde 1993 mit dem Landschaftsplan Sundern durch den Hochsauerlandkreis als Naturdenkmal (ND) ausgewiesen.